# Prusy (państwo)
Prusy (niem. Preußen, łac. Borussia) – niejednoznaczny termin używany w odniesieniu do szeregu państw istniejących między 1466 a 1947 rokiem, a de facto wywodzących się z sięgającej XIII w. struktury państwowej tzw. państwa zakonu krzyżackiego powstałego na terenach historycznych Prus.
Od XVIII w. termin ten był używany do określenia całości terenów należących do dynastii brandenburskich Hohenzollernów. Ich państwo w XIX w. zjednoczyło północne Niemcy, a następnie całe Niemcy. Po upadku monarchii Prusy stały się największym demokratycznym krajem związkowym w republice weimarskiej. Po dojściu do władzy naziści pozbawili Prusy swojej niezależności, a krajowe instytucje zjednoczono z tymi hitlerowskich Niemiec. W wyniku II wojny światowej nastąpił ich upadek.

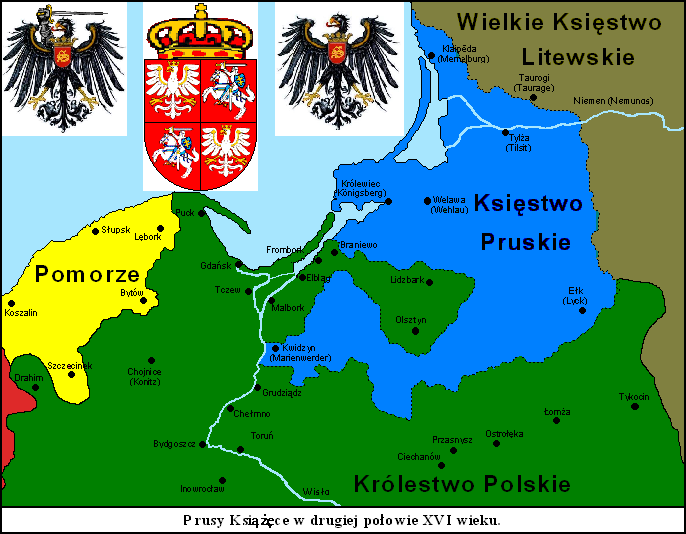
Księstwo Pruskie w XVI wieku

## Historia państwowości Prus

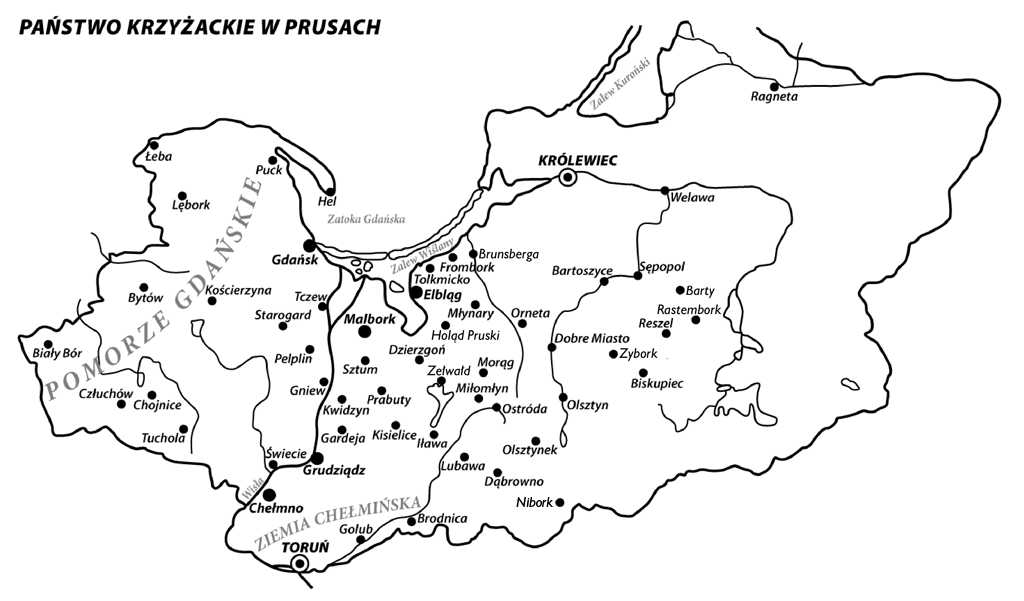
Państwo zakonu krzyżackiego na przełomie XIV i XV wieku

Państwo zakonu krzyżackiego było pierwszym zorganizowanym bytem państwowym na terenie Prus. W 1226 książę Konrad I mazowiecki sprowadził Krzyżaków na ziemię chełmińską, z której zakon dokonał podboju ziem bałtyckich Prusów.

### Prusy Zakonne/Krzyżackie
Określenie używane wobec okrojonego po II pokoju toruńskim państwa zakonu krzyżackiego ze stolicą w Królewcu. Nazwa powstała w opozycji do tzw. Prus Królewskich – tj. Pomorza Gdańskiego, Ziemi Chełmińskiej i Warmii – inkorporowanych do Królestwa Polskiego.

### Prusy Książęce
W 1525 ostatni wielki mistrz Albrecht Hohenzollern przeszedł na luteranizm, dokonał sekularyzacji państwa zakonnego i złożył hołd królowi Zygmuntowi Staremu. Choć nowe państwo nosiło nazwę Księstwo Pruskie, często określane jest jako Prusy Książęce.

### Brandenburgia-Prusy
W 1618 r., wobec wygaśnięcia pruskiej linii Hohenzollernów po śmierci Albrechta Fryderyka,  za zgodą króla Zygmunta III Wazy elektor brandenburski Jan Zygmunt Hohenzollern przejął Księstwo Pruskie, które tym samym znalazło się w unii personalnej z Brandenburgią.

Prusy za czasów Fryderyka II Wielkiego

Twórcą nowoczesnego państwa pruskiego był Fryderyk Wilhelm, zwany Wielkim Elektorem, który w wyniku pokoju westfalskiego w 1648 uzyskał wschodnią część Pomorza Zachodniego, Magdeburg, Halberstadt, Minden i Kamień. W 1657, korzystając z potopu szwedzkiego i osłabienia Rzeczypospolitej, na mocy traktatów welawsko–bydgoskich uzyskał suwerenność Prus Książęcych od Rzeczypospolitej.

### Królestwo Prus

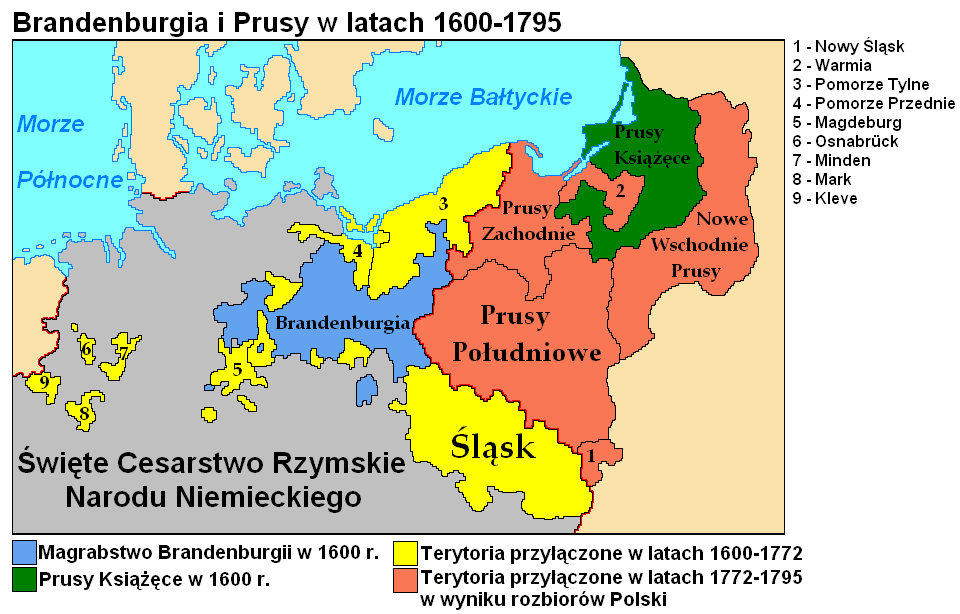
Rozwój terytorialny Prus w latach 1600–1795

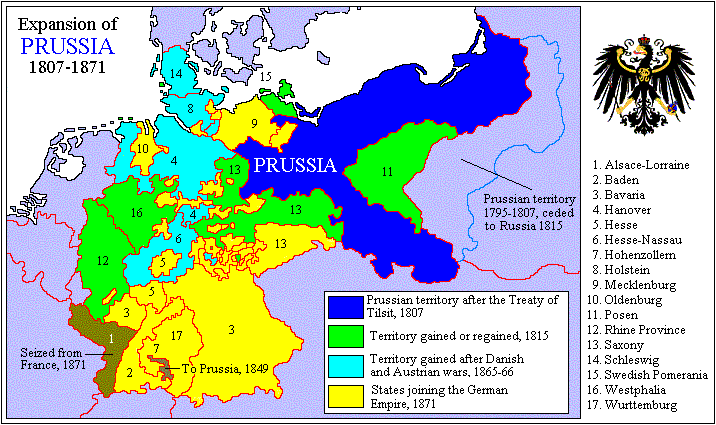
Rozwój terytorialny Prus w XIX wieku

Po tym, jak książę sąsiedniej Saksonii August II Mocny uzyskał koronę polską, książę–elektor Fryderyk III uznał, że musi mu dorównać rangą, i ogłosił się 18 stycznia 1701 w Królewcu królem w Prusach (niem. König in Preußen) – gdyż tytuł króla Prus wciąż zachowali władcy Polski – oraz przyjął imię Fryderyk I.
Wraz z ekspansją terytorialną zarówno w Rzeszy, jak i na ziemie polskie wskutek rozbiorów terytorium Prus znacznie rosło. W 1866 r. królestwo stało się krajem związkowym Związku Północnoniemieckiego, który stał się następnie w 1871 r. Cesarstwem Niemieckim, a na jego cesarza koronował się król Prus Wilhelm I.

### Wolne Państwo Prusy
Klęska militarna cesarstwa w Wielkiej Wojnie (jesienią 1918) doprowadziła do upadku monarchii oraz ogłoszenia przez niemieckie Zgromadzenie Narodowe 6 lutego 1919 powstania Republiki Weimarskiej, w której skład weszło Wolne Państwo Prusy (Freistaat Preußen), powstałe w wyniku przekształcenia Królestwa Prus w republikę.
W lipcu 1932 rząd kanclerza Rzeszy Franza von Papena naruszając konstytucję wprowadził zarząd komisaryczny Prus, odsuwając od władzy koalicyjny rząd krajowy Otto Brauna, zdominowany przez SPD. Po tym jak do władzy doszło NSDAP, Adolf Hitler mianował w 1933 r. premierem Prus Hermanna Göringa. W 1934 roku Wolne Państwo Prusy zostało w wyniku rozpoczętej rok wcześniej faktycznej unifikacji Rzeszy (Gleichschaltung) pozbawione swojego aparatu administracyjnego i realnych kompetencji, zachowując znaczenie jedynie ceremonialne, natomiast od tej pory realną władzę w regionach dzierżyli de facto stający na czele nowo utworzonych okręgów Rzeszy (Gaue) gauleiterzy, podlegający bezpośrednio rządowi centralnemu.

### Likwidacja państwowości pruskiej
Po 31 lipca 1945 r. historyczne Prusy znalazły się całkowicie poza granicami Niemiec, a następnie 25 lutego 1947 r. Sojusznicza Rada Kontroli Niemiec postanowiła o formalnej likwidacji Wolnego Państwa Prusy, motywując tę decyzję upatrywaniem w Prusach historycznego źródła i nośnika militaryzmu niemieckiego. 

Państwo Prusy, które od zawsze było nośnikiem militaryzmu i reakcji w Niemczech, w rzeczywistości przestało istnieć. Kierując się interesem utrzymania pokoju i bezpieczeństwa narodów oraz pragnieniem zapewnienia dalszego odrodzenia życia politycznego w Niemczech na demokratycznych podstawach, Rada Kontroli wydaje następujące prawo:
Artykuł 1
Państwo Prusy, jego rząd centralny i wszystkie podporządkowane mu urzędy zostają niniejszym rozwiązane.